# Puerto Gonzalo Moreno
Puerto Gonzalo Moreno es un municipio y una localidad de Bolivia, capital de la provincia de Madre de Dios, ubicado en la región amazónica, al sureste del departamento de Pando. Según el último censo oficial realizado por el Instituto Nacional de Estadística de Bolivia (INE) en 2012, el municipio cuenta con una población de 8.160 habitantes y está situado a una altitud promedio de 150 metros sobre el nivel del mar.
Puerto Gonzalo Moreno está situado a una altitud de 139 metros sobre el nivel del mar. El municipio posee una extensión superficial de 1.291 km², pero una población 8.160 habitantes, dando resultando a una densidad de población de 6,3 hab/km² (habitante por kilómetro cuadrado). 

## Geografía
Geográficamente el municipio de Puerto Gonzalo Moreno se encuentra en la región de la Amazonía boliviana, al norte del país. Al norte limita con el municipio de San Pedro de la provincia de Manuripi, al oeste con el municipio de San Lorenzo, al sur con el municipio de Santa Rosa de Yacuma y al este con el municipio de Riberalta, estos últimos en el departamento del Beni.
Su clima es tropical húmedo cálido con una temperatura media anual de 26.2 °C.

## Demografía
De acuerdo con el censo boliviano de 2024, la población del municipio de Puerto Gonzalo Moreno es de 12 006 habitantes.
La población del municipio se ha más que cuadruplicado entre 1992 y 2024: 
| Año  | Habitantes (municipio) | Habitantes (localidad) | Fuente                  |
| ---- | ---------------------- | ---------------------- | ----------------------- |
| 1992 | 2 837                  | 470                    | Censo boliviano de 1992 |
| 2001 | 3 810                  | 503                    | Censo boliviano de 2001 |
| 2012 | 8 160                  | 1 839                  | Censo boliviano de 2012 |
| 2024 | 12 006                 |                        | Censo boliviano de 2024 |

## Transporte
Puerto Gonzalo Moreno se encuentra a 300 kilómetros en línea recta y 458 kilómetros por carretera al este de Cobija, la capital departamental.
Desde Cobija, la carretera nacional Ruta 13 de 370 km de largo recorre hacia el este hasta El Triángulo, desde allí la Ruta 8 recorre 69 km hacia el norte hasta el pueblo de Riberalta en la margen derecha del río Beni frente a la desembocadura del río Madre de Dios. Desde Riberalta, dos tramos cortos de carretera sin asfaltar y un cruce del río Beni en dirección oeste por Las Piedras conducen directamente a Puerto Gonzalo Moreno.